# Papigo
Papigo (in greco Πάπιγκο?, trascritto anche Papingko o Papingo) è una ex comunità della Grecia nella periferia dell'Epiro (unità periferica di Giannina) con 360 abitanti secondo i dati del censimento 2001.
È stata soppressa a seguito della riforma amministrativa, detta Programma Callicrate, in vigore dal gennaio 2011 ed è ora compresa nel comune di Zagori.
È situato all'interno del Parco Nazionale Vikos-Aoos, nella regione dell'Epiro, in Grecia.

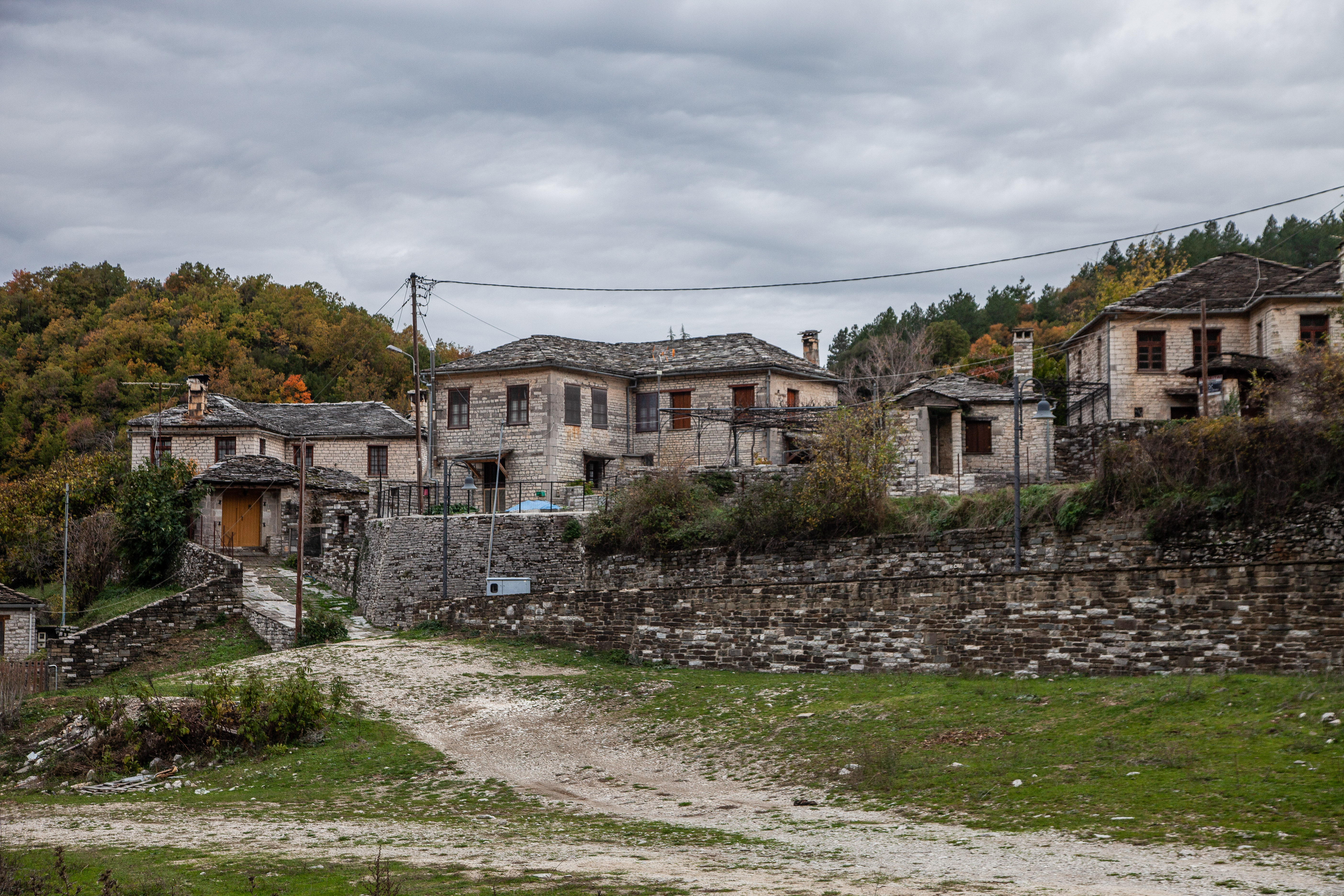
Papigo

Papigo è composto da due villaggi: Megalo Papigo (greco: Μεγάλο Πάπιγκο) e Mikro Papigo (greco: Μικρό Πάπιγκο), ossia grande e piccolo Papigo. L'unica strada di accesso per le auto passa prima per Megalo Papigo e dopo un chilometro raggiunge Mikro Papigo.
L'area di Papigo e la vicina Gola di Vikos, il più grande canyon in Grecia e tra i più grandi al mondo secondo il Guinness Book of Records, attrae molti escursionisti e amanti della montagna da tutto il mondo. Il villaggio di Papigo è circondato da montagne innevate (in inverno) e offre alloggi e taverne che servono cibo tradizionale, caffè ed alcol.